# Анрі Шаммартен
Анрі Шаммартен (30 липня 1918 — 30 травня 2011) — швейцарський вершник.
Олімпійський чемпіон 1964 року в індивідуальній виїздці, срібний призер 1952 (командна виїздка), 1964 (командна виїздка) років, бронзовий призер 1956 (командна виїздка), 1968 (командна виїздка) років.
Срібний призер Чемпіонату світу з виїздки 1966 року в командній виїздці.
Чемпіон Європи з виїздки 1963 (індивідуальна виїздка), 1965 (індивідуальна виїздка) років, срібний призер 1965 року в командній виїздці, бронзовий призер 1963 (індивідуальна виїздка), 1967 (командна виїздка) років.